# Mazowieckie Centrum Metalurgiczne
Mazowieckie Centrum Metalurgiczne – wysoce wyspecjalizowane centrum metalurgiczne z okresu późnolateńskiego i wpływów rzymskich (II w. p.n.e. - III w. n.e.), ulokowane na Równinie Łowicko-Błońskiej. Odkryte w 1968 roku przez Stefana Woydę zaliczane jest do największych odkryć powojennej archeologii polskiej.
Badaniem, gromadzeniem i ekspozycją zabytków omawianego terenu zajmuje się Muzeum Starożytnego Hutnictwa Mazowieckiego w Pruszkowie.

## Wybrana literatura
- Iwona Kowalczyk-Mizerakowska, Importy rzymskie w rejonie ośrodka metalurgicznego na zachodnim Mazowszu, [w:] Z Otchłani wieków, R.  56, nr 1-2, Warszawa 2001.
- Dorota Słowińska, Pradzieje Brwinowa i jego okolic, Brwinów 2007.
- Stefan Woyda, Teren Brwinowa na tle zachodniomazowieckiego skupiska osadniczego okresu późnolateńskiego i rzymskiego, [w:] Materiały z I Sympozjum Towarzystwa Przyjaciół Brwinowa, Warszawa 1975, s. 7-14.
- Stefan Woyda, Mazowiecki ośrodek hutnictwa starożytnego (I w. p.n.e. - IV w. n.e.), [w:] Kwartalnik Historii Kultury Materialnej, R. XXV, Warszawa 1977, nr 4, s. 471-488.
- Stefan Woyda, Starożytny ośrodek hutnictwa żelaza pod Warszawą, Z Otchłani Wieków, R. XLIV, z. 2, Warszawa 1978, s. 90-108.
- Stefan Woyda, Komentarz do wyników analiz C14 Hutnictwa Mazowieckiego, Materiały Archeologiczne, t. 21, Kraków 1981, s. 95-96.
- Stefan Woyda, Pruszków i jego okolice. Dzieje najstarsze, [w:] Dzieje Pruszkowa, pr. zb. pod red. A. Żarnowskiej, Warszawa 1983, s. 11-23.
- Równina Błońska u schyłku doby starożytnej. Centrum metalurgiczne, [w:] Problemy przeszłości Mazowsza i Podlasia, Archeologia Mazowsza i Podlasia. Studia i materiały, t. III, Warszawa 2005.